# Кихада, Руберт
Руберт Хосе Кихада Фасьяна (исп. Rubert José Quijada Fasciana; родился 10 февраля 1989 года в Матурин, Венесуэла) — венесуэльский футболист, защитник клуба «Аль-Гарафа» и сборной Венесуэлы.

## Клубная карьера
Кихада начал профессиональную карьеру в клубе «Сулия». В 2008 года он дебютировал за основной состав в венесуэльской Примере. Летом 2010 года Руберт перешёл в «Монагас». 24 октября в матче против «Арагуа» он дебютировал за новую команду. 17 апреля 2011 года в поединке против «Депортиво Ансоатеги» он Кихада забил свой первый гол за «Монагас».
Летом 2012 года Руберт подписал контракт с «Каракасом». 12 августа в матче против «Саморы» он дебютировал за новый клуб. 2 сентября в поединке против своего бывшего клуба «Сулия» Кихада забил свой первый гол за «Каракас». В 2013 году он помог клубу завоевать Кубок Венесуэлы. 10 февраля 2016 года в матче Кубка Либертадорес против аргентинского «Уракана» Кихада забил гол.
Летом 2017 года Руберт на правах аренды перешёл в катарский «Аль-Гарафа». 15 сентября в матче против «Аль-Ахли» он дебютировал в чемпионате Катара.

## Международная карьера
26 января 2012 года товарищеском матче против сборной Мексики Кихада дебютировал за сборную Венесуэлы.

## Достижения
Командные
 «Каракас»
- Обладатель Кубка Венесуэлы — 2013